# 汉口电灯公司
汉口电灯公司，又称英商汉口电厂、合作路电厂，为1906年英商在汉口英租界集资创办的电厂，现址为中华人民共和国湖北省武汉市江岸区合作路22号。开办后公司一度成为全国最大的直流发电厂，1941年公司停办，前后开办35年，为汉口租界区域内存在时间最长且规模最大的电厂。抗战后电厂设施为既济水电公司接收，1949年后电厂设施逐步退出运营，后成为武汉供电局下辖的变压器修造厂。2014年，国家电网湖北省电力有限公司将电厂旧址辟为湖北省电力博物馆。现旧址为全国重点文物保护单位。

## 电厂概况
汉口英租界开辟后的1906年5月，英国皮货商人集资3万英镑成立电力公司，以供给租界内设施电力。电厂开办后自當年秋開始，德、法租界电力亦由该电力公司供给，并首次尝试设立路灯3盏。创办之初，电厂拥有3台小型直流发电机，总容量125千瓦，其发电业务只面向租界。
开办后电厂一度因经营不善而负债累累，依靠分期偿还，电厂至1915年方才偿清所有债务，此后电厂才开始盈利。期间，电厂在1911年增装300千瓦发电机1台，1915年又增装了1台400千瓦发电机，1920年、1924年又各自装配1台1000千瓦发电机，自此时汉口电灯公司跃居当时国内最大的直流发电厂，1932年电厂又增加1台2500千瓦发电机。1935年时为加装1台1250千瓦发电机，除1920、1924年所装设备外，其余设备全部退役。
至此时，电厂计发电机4台，发电总容量为5750千瓦，1000千瓦发电机为蒸汽引擎驱动，其余2500千瓦、1250千瓦发电机皆为汽轮机。
抗日战争期间，电厂为日军所接收，并在1942年4月1日起业务转由日本所控制的华中水电股份有限公司管理。抗战胜利后，既济水电公司接管电厂，当时民众俗称为合作路电厂。
1949年后电厂既有设备逐步退出运行，1956年电厂1000千瓦发电机调至甘肃玉门后，电厂变为专事调试电气设备的修试厂。2012年，国网湖北省电力有限公司将旧址改建为“湖北省电力博物馆”，2014年7月1日开始对外开放。

## 旧址保护
1993年7月28日，电厂旧址以“汉口电灯公司（英）”的名义被武汉市人民政府列为第一批武汉市优秀历史建筑。
2008年3月27日，电厂旧址以“汉口英商电灯公司旧址”的名义被湖北省人民政府列为第五批湖北省文物保护单位；2019年10月7日，建筑作为汉口近代建筑群的子项被中华人民共和国国务院列入第八批全国重点文物保护单位。
建筑作为文物的保护范围：汉口英商电灯公司旧址及周围一定范围。以旧址外墙为界，东南面、东北面各向外延伸10米，西南面向外延伸2米至合作路现状道路边线，西北面向外延伸2米。
建筑作为文物的建设控制地带：以保护范围为界，东南面、东北面各向外延伸20米，西南面向外延伸4米至合作路规划道路中线，西北面向外延伸3米至鄱阳街规划道路中线。